# Quadroppia maritalis
Quadroppia maritalis är en kvalsterart som beskrevs av Lions 1982. Quadroppia maritalis ingår i släktet Quadroppia och familjen Quadroppiidae. Inga underarter finns listade i Catalogue of Life.